# 維特內什蒂鄉
44°00′N 25°25′E / 44.000°N 25.417°E
維特內什蒂鄉（羅馬尼亞語：Comuna Vitănești, Teleorman），是羅馬尼亞的鄉份，位於該國南部，由特列奧爾曼縣負責管轄，面積73平方公里，海拔高度73米，2007年人口2,903，人口密度每平方公里40人。